# Lijevo Sredičko
 Lijevo Sredičko  falu Horvátországban Zágráb megyében. Közigazgatásilag Pisarovinához tartozik.

## Fekvése
Zágráb központjától 32 km-re délnyugatra, községközpontjától 6 km-re délre a Kulpa bal partján fekszik. 

## Története
A falunak 1857-ben 335, 1910-ben 291 lakosa volt. Trianon előtt Zágráb vármegye Pisarovinai járásához tartozott. 2001-ben a falunak 174 lakosa volt.

## Lakosság
| Lakosság változása | Lakosság változása | Lakosság változása | Lakosság változása | Lakosság változása | Lakosság változása | Lakosság változása | Lakosság változása | Lakosság változása | Lakosság változása | Lakosság változása | Lakosság változása | Lakosság változása | Lakosság változása | Lakosság változása |
| ------------------ | ------------------ | ------------------ | ------------------ | ------------------ | ------------------ | ------------------ | ------------------ | ------------------ | ------------------ | ------------------ | ------------------ | ------------------ | ------------------ | ------------------ |
| 1857               | 1869               | 1880               | 1890               | 1900               | 1910               | 1921               | 1931               | 1948               | 1953               | 1961               | 1971               | 1981               | 1991               | 2001               |
| 335                | 335                | 304                | 318                | 344                | 291                | 277                | 291                | 263                | 248                | 225                | 234                | 213                | 175                | 174                |

## Nevezetességei
A Sarlós Boldogasszony tiszteletére szentelt temploma, a lasinjai plébánia filiája.

## Külső hivatkozások
Pisarovina község hivatalos oldala